# Дружбівська сільська рада (Радивилівський район)
Дру́жбівська сільська́ ра́да — орган місцевого самоврядування в Радивилівському районі Рівненської області. Адміністративний центр — село Дружба.

## Загальні відомості
- Дружбівська сільська рада утворена в 1940 році.
- Територія ради: 23,137 км²
- Населення ради: 1 278 осіб (станом на 2001 рік)

## Розташування
Територія, яка підпорядковується Дружбівській сільській раді, межує з Немирівською, Підзамчівською сільськими радами Радивилівського району, Бродівським районом Львівської області, Кременецьким районом Тернопільської області.

## Населені пункти
Сільській раді підпорядковані населені пункти:
- с. Дружба
- с. Малі Гайки
- с. Новоукраїнське

## Склад ради
Рада складається з 16 депутатів та голови.
- Голова ради: Юсюк Леонід Дмитрович
- Секретар ради: Бурмай Ольга Василівна

### Керівний склад попередніх скликань
| Прізвище, ім'я, по батькові     | Основні відомості                                                             | Дата обрання | Дата звільнення |
| ------------------------------- | ----------------------------------------------------------------------------- | ------------ | --------------- |
| Орловський Володимир Матвійович | Сільський голова, 1958 року народження, член Народної партії                  | 26.03.2006   | 31.10.2010      |
| Юсюк Леонід Дмитрович           | Сільський голова, 1973 року народження, освіта незакінчена вища, безпартійний | 31.10.2010   |                 |

Примітка: таблиця складена за даними сайту Верховної Ради України